# Jamie Dimon
James Dimon (13 de março de 1956) é um empresário bilionário e banqueiro norte-americano que é presidente e diretor executivo do JPMorgan Chase desde 2005. Dimon fez parte do conselho de administração do Federal Reserve Bank de Nova York. Dimon foi incluído nas listas de 2006, 2008, 2009 e 2011 da revista Time das 100 pessoas mais influentes do mundo. O patrimônio líquido de Dimon é estimado em US$1,8 bilhão.
Dimon é um dos poucos executivos-chefes de bancos a se tornar bilionário, principalmente por causa de sua participação de US$485 milhões no JPMorgan Chase. Ele recebeu um pacote de pagamento de $23 milhões para o ano fiscal de 2011, mais do que qualquer outro CEO de banco nos EUA. No entanto, sua compensação foi reduzida para $11,5 milhões em 2012 pelo JPMorgan Chase após uma série de controversas perdas comerciais no valor de $6 bilhões. Dimon recebeu $29,5 milhões no ano fiscal de 2017.